# GKN
GKN Ltd er en britisk multinational producent af dele til bilindustrien og luftfartsindustrien. De har hovedkvarter i Redditch, England. Virksomheden var i flere årtier kendt som Guest, Keen and Nettlefolds, mens historien går tilbage til 1759. Siden 2018 har GKN været ejet af Melrose Industries.